# Calamus zebrinus
Calamus zebrinus är en enhjärtbladig växtart som beskrevs av Odoardo Beccari. Calamus zebrinus ingår i släktet Calamus och familjen Arecaceae. Inga underarter finns listade i Catalogue of Life.